# Post-Polio-Syndrom
Das Post-Polio-Syndrom (auch Myatrophia spinalis postmyelitica chronica oder postpoliomyelitische progressive spinale Muskelatrophie, kurz PPS) ist eine Folgeerscheinung einer Poliomyelitis-Erkrankung und tritt mehrere Jahrzehnte nach der Infektion auf. Symptome sind zunehmende Müdigkeit, Muskel- und Gelenkschmerzen sowie Muskelschwächen, welche nicht durch andere Ursachen erklärt werden können.

## Vorbemerkung
Bei der paralytischen Form der Kinderlähmung kommt es zu schlaffen Lähmungen. Diese entstehen dadurch, dass die durch das Poliovirus zerstörten motorischen Vorderhornzellen im Rückenmark ihre zugehörigen Muskelfasern nicht mehr versorgen. In der auf die akute Infektionsphase folgenden Erholungsphase übernehmen nun benachbarte, mehr oder minder noch intakte, motorische Vorderhornzellen deren Aufgaben. Neue Nervenzell-Ausläufer (Dendriten) sprießen aus und versorgen, soweit möglich, die verwaisten Muskelfasern mit. Es tritt eine deutliche, aber meist nicht vollständige, muskuläre Erholungsphase ein. Dieser natürliche Reparaturvorgang funktioniert recht gut. Hatte so eine Zelle vorher einige wenige Muskelzellen zu versorgen, so hat sie nun einige hundert oder sogar tausend zu versorgen. Die sogenannte „motorische Einheit“ und damit der Aufgabenbereich und der Stoffwechsel der Nervenzelle wurde dadurch allerdings immens vergrößert. Klinisch tritt eine deutliche Besserung der Muskelkraft ein und viele Betroffene lernen in der Folgezeit wieder sich besser zu bewegen oder gar zu laufen.

## Post-Polio-Syndrom (PPS)
Nach drei bis fünf Jahrzehnten (Häufigkeitsgipfel bei 35 Jahren), mindestens jedoch nach 15 Jahren eines stabilen Zustandes der Kraft und der sonstigen körperlichen Fähigkeiten wird bei Patienten, die eine Poliomyelitis durchgemacht haben, oft eine langsame Abnahme von Kraft und Ausdauer beobachtet, die nicht durch andere Ursachen erklärt werden kann. Das so genannte Post-Polio-Syndrom tritt auf. Dabei sind insbesondere in der Akutphase der Polio-Erkrankung schwer beeinträchtigte und dann gut erholte Muskelgruppen betroffen. Es können aber auch Muskelgruppen betroffen sein, die von der akuten Poliomyelitis scheinbar nicht berührt waren. Eine Atrophie (Schwund) der betroffenen Muskulatur kann auftreten oder zunehmen. Das Ausmaß des Fortschreitens der Schwächen wird von Dalakas, einem amerikanischen Forscher, der sich intensiv mit der Erkrankung beschäftigt hat, auf 1 Prozent pro Jahr geschätzt. Zuverlässige Daten liegen hierfür aber nicht vor. Rascher fortschreitende Schwächen müssen an andere Erkrankungen denken lassen. Die Patienten bemerken meist, dass die Ausdauer für bestimmte Tätigkeiten nachlässt oder sie Schwierigkeiten haben, die zuvor durchgeführten Tätigkeiten des täglichen Lebens weiterhin zu bewältigen. So kann bei Personen mit Störungen im Bereich der Rumpf- und Beinmuskulatur das Gehen schwerer werden, oder sie stürzen öfter. Alle benötigen eine längere Erholungsphase nach körperlichen Tätigkeiten. Zum Teil treten auch häufiger Krämpfe von Muskeln oder Muskelgruppen auf. Im Bereich der Muskulatur werden so genannte Faszikulationen (Muskelzuckungen) beobachtet, die aber keine Bewegung der Extremität mit sich bringen, sie sind begrenzt auf einige Fasern eines Muskels. Das PPS bevorzugt das männliche Geschlecht (m:w = 1,5:1) um das 5. Lebensjahrzehnt. Bei etwa 70 Prozent der Patienten, die in der Kindheit eine Poliomyelitis erlitten hatten, treten also nach der jahrzehntelangen stabilen Phase wiederum Symptome, wie neue Lähmungen, abnorme Erschöpfung und Schmerzen, auf. Heute gilt als gesichert, dass das PPS eine eigenständige Zweiterkrankung ist. Ältere Schätzungen gehen von etwa 120.000 Betroffenen in Deutschland aus. Neuere epidemiologische Berechnungen ergeben jedoch bis zu 1,2 Mio. PPS-Patienten in Deutschland.
Sehr wahrscheinlich ist davon auszugehen, dass die aparalytischen (nicht mit Lähmungen einhergehenden) Fälle nicht erfasst wurden. Da die paralytischen und die aparalytischen Verlaufsformen nur etwa 1 Prozent der Infektionen ausmachen, ist mit einer Gesamtzahl von 2.694.000 bis 5.388.000 Poliomyelitis-Infizierten zu rechnen. Danach belaufen sich die abortiven Fälle mit 98 Prozent auf 2.640.000 bis 5.335.000 Betroffene. Das Auftreten von PPS liegt für die paralytischen Fälle bei einem Risiko von etwa 70 Prozent, bei den aparalytischen Fälle bei einem Risiko von etwa 40 Prozent.
Die abortiven (ohne Symptome des zentralen Nervensystems verlaufenden) Fälle können mit einem Risiko von ca. 20 Prozent ebenfalls zum PPS führen. Demzufolge ist in Deutschland gegenwärtig noch mit einer PPS-Häufigkeit von insgesamt 558.000 bis 1.105.000 Fällen zu rechnen. Es muss also von einer wesentlich höheren Zahl an PPS-Erkrankungen ausgegangen werden als bisher angenommen wurde.
Es gibt in der Literatur die Angabe einer PPS-Erwartbarkeit bei 28 Prozent der Gesamtinfizierten. Sie führt zu einer ähnlichen Größenordnung der Anzahl von Betroffenen.

## Definition
Das Post-Polio-Syndrom ist bereits seit über 100 Jahren bekannt. Die ersten Erklärungsversuche seiner Ursache durch Jean Martin Charcot, einen französischen Neuropathologen, erschienen 1875 in der französischen medizinischen Literatur. Warum diese späten Folgen nach Poliomyelitis ein dunkler und kaum erforschter Bereich der Medizin blieben, ist bis heute nicht ganz klar. Wenige Erkrankungen sind heute in der Welt so weit verbreitet oder sind ebenso intensiv erforscht wie die Poliomyelitis. Wegen des rapiden und dramatischen Einsetzens der Symptome wurde die Poliomyelitis als das klassische Beispiel einer akuten viralen Infektionserkrankung angesehen. Im Ergebnis wurden die meiste wissenschaftliche Energie und die meisten Mittel auf die frühe Bewältigung und die Verhütung konzentriert, ohne dass irgendein Forschungsbereich sich mit den Langzeitfolgen intensiver beschäftigt hätte. Bis heute wird die paralytische Poliomyelitis in medizinischen Lehrbüchern immer noch als eine statische oder stabile neurologische Erkrankung beschrieben. Mit der weit verbreiteten Verwendung von Impfstoffen wurde die Poliomyelitis schnell eine medizinische Rarität in den industrialisierten Ländern. Die Poliomyelitis und ihre Komplikationen waren jedoch nur scheinbar besiegt. Wegen der schweren Epidemien der 1940er und 1950er Jahre und erneuter neurologischer Veränderungen erst 30 bis 40 Jahre später machten Tausende von Poliobetroffenen nicht vor den späten 1970er und frühen 1980er Jahren die Bekanntschaft mit neuen Problemen. In dieser Zeit war aber das aus den Epidemien vorhandene klinische Wissen über diese Erkrankung bereits weitgehend verlorengegangen.
Das PPS ist eine neurologische Erkrankung, welche eine ganze Gruppe von Symptomen verursacht. Da diese Symptome die Tendenz haben, zusammen aufzutreten, werden sie als Syndrom bezeichnet.
Der Ausdruck „Post-Polio-Syndrom“ wurde etwa zu dem Zeitpunkt geprägt, als im Mai 1984 die erste Internationale Post-Polio-Konferenz in Warm Springs, Georgia stattfand. In den folgenden Jahren fand dann eine bemerkenswerte Zunahme des Interesses von Forschern und Klinikern am PPS statt, was zu einer präziseren Definition, einem besseren Verständnis von möglichen Ursachen und zur Entwicklung eines effektiveren Managements führte.

## Ursachen
Die Poliomyelitis ist eine Erkrankung des zweiten motorischen Neurons (des sog. α–Motoneurons). Es kommt zu einem Untergang eines Teils dieser Zellen.
Die Ursachen des PPS sind noch nicht endgültig geklärt. Als wahrscheinlichste Ursache gilt eine Überlastung und Zerstörung verbliebener Motoneurone, wahrscheinlich ausgelöst durch emotionalen (seelischen), physischen (durch Überanstrengung) und/oder metabolischen (stoffwechselbedingten) Stress der Nervenzellen. Schon während der Phase funktioneller Stabilität kann eine fortgesetzte Dysfunktion (Fehlfunktion) der Motoneurone festgestellt werden. Wenn dann eine gewisse Schwelle (Zerstörung von mehr als 50–60 % der Motoneurone) überschritten ist, kommt es nach herrschender Lehr-Meinung zum Auftreten des PPS durch Dekompensation (Entgleisung) des seit der akuten Kinderlähmung bestehenden De- und Re-Innervationsprozesses. Nach heutigen Kenntnissen kommt es bei der akuten Polio-Infektion grundsätzlich, neben den peripheren Nervenschädigungen, auch immer zu Schädigungen motorischer Zellen in zentralen Hirnzentren. Deswegen ist das PPS auch keine ausschließlich periphere neuro-muskuläre Erkrankung, klinisch viel erheblicher ist oft der enzephale Anteil (der Anteil der Steuerzentren im Gehirn). Da bereits unter normalen Alltagsbedingungen die geschädigten neuralen Strukturen oft an ihrer Belastungsgrenze oder bereits darüber arbeiten, ist die Dekompensation bereits vorbestimmt und der Zeitpunkt, je nach Vorschaden, im Wesentlichen nur abhängig von der Höhe der Belastung.
Das wichtigste aber ist, bei unklarer Symptomatik daran zu denken, dass es sich hier um das Aufflackern einer schon durchgemachten, aber längst verdrängten Erkrankung, handeln kann. Die Wahrscheinlichkeit an einem PPS zu erkranken, korreliert mit einem späten Erkrankungsalter an Kinderlähmung, der Schwere der Symptome der Kinderlähmung und der Länge der Rückbildung der anfänglichen Lähmungen.

## Symptomatik
Die Symptome des PPS sind vielgestaltig. Der Prozentsatz neuer gesundheitlicher und funktioneller Probleme, über die bei Personen in Post-Polio-Kliniken berichtet wurde, ist in der folgenden Tabelle zusammengestellt. Die häufigsten Probleme sind Ermüdung, Schwäche und Schmerzen in Muskeln und Gelenken. Sie führen zu zunehmenden Schwierigkeiten beim Laufen, Treppensteigen und Anziehen – also Aktivitäten, die wiederholte Muskelarbeit erfordern.
| Symptome                                      | %                        | Bereich                  |
| Gesundheitliche Probleme                      | Gesundheitliche Probleme | Gesundheitliche Probleme |
| --------------------------------------------- | ------------------------ | ------------------------ |
| Müdigkeit                                     | 85                       | 86–87 %                  |
| Muskelschmerzen                               | 80                       | 71–86 %                  |
| Gelenkschmerzen                               | 80                       | 71–79 %                  |
| Schwäche                                      |                          |                          |
| – in früher befallenen Muskeln                | 80                       | 69–87 %                  |
| – in früher nicht befallenen Muskeln          | 60                       | 50–77 %                  |
| Kälteintoleranz                               | 45                       | 29–56 %                  |
| Atrophien                                     | 35                       | 28–39 %                  |
| Probleme bei Aktivitäten des täglichen Lebens |                          |                          |
| Gehen                                         | 75                       | 64–85 %                  |
| Treppensteigen                                | 70                       | 61–83 %                  |
| Ankleiden                                     | 40                       | 16–62 %                  |

Die postpoliomyelitische progressive Muskelatrophie (PPMA) ist eine erneute, meist langsam voranschreitende Muskelschwäche mit oder ohne Myalgien (Muskelschmerzen) und Atrophien (Muskelschwund) in bereits anfangs betroffenen oder damals ausgesparten Muskeln, eventuell mit Beteiligung der bulbären (von Hirnstamm-nerven versorgten) oder Atemmuskulatur – oder jetzt nur diese betreffend, vor allem bei Patienten mit Residualparesen (zurückgebliebenen Lähmungen) in diesen Muskelgruppen. Das Lähmungsmuster entspricht somit in der Regel dem der vorausgegangenen Kinderlähmung und ist nicht symmetrisch, sondern bunt gemischt wie bei einer akuten Kinderlähmung und meist proximal (stammnah) betont. Die stets schlaffen Paresen können sich auf andere, von der früheren Kinderlähmung nicht betroffenen Muskeln wahllos ausweiten. Das bedeutet, dass die Poliomyelitis -Betroffenheit dieser Muskeln bei der akuten Erkrankung so mild abgelaufen ist, dass der Betroffene, aber auch das Pflegepersonal und die Ärzte, die Beteiligung dieser Muskelgruppen gar nicht wahrgenommen haben. Doch hat es immerhin so viel Verluste an motorischen Neuronen gegeben, dass nach vielen Jahren der Überlastung sich nun neue Schwächen entwickeln können. Faszikulationen, Krämpfe und eine Pseudohypertrophie (scheinbare Verdickung) der Muskeln sind möglich. Ebenso sind zusätzliche Reflexausfälle möglich. Sensibilitätsstörungen im Bereich der betroffenen Muskulatur fehlen völlig.
Auch über chronische Abgeschlagenheit, Müdigkeit, Kälteintoleranz, Schlaf- und Atembeschwerden wird berichtet. Typisch ist, dass sich die Ermüdbarkeit nach einer Ruhephase von 30 bis 120 Minuten bessert. Im Gegensatz zur Myalgischen Enzephalomyelitis bzw. zum Chronischen Fatigue-Syndrom (ME/CFS) bessert sich die Ermüdung bei Post-Polio-Patienten also nach kurzen Ruhephasen und verhindert in der Regel nicht die Berufsausübung. Begleitende Hirnnervenlähmungen können zu Schluckstörungen mit erhöhtem Aspirationsrisiko (Risiko des sich Verschluckens), respiratorischer Insuffizienz (Versagen der Atmung), Dysarthrie (Sprechschwierigkeiten) und Heiserkeit führen. Bei etwa 30 Prozent der Patienten werden diese Schluckstörungen beobachtet. Aber nur ein Teil dieser Patienten berichtet über Beschwerden.
Auch die Atmung kann sich verschlechtern. Der Patient bemerkt dabei nach Anstrengung eine länger andauernde Kurzatmigkeit als früher. Besonders bei Infektionen der Atemwege oder nach Vollnarkosen kann diese Funktionsstörung dekompensieren (entgleisen), so dass eine ausgeprägte Kurzatmigkeit schon in Ruhe besteht. Bei leichteren Störungen macht sich die Beeinträchtigung der Atmung oft nur als nächtliche Funktionsstörung in Form der sog. „Schlafapnoe“ bemerkbar.

## Diagnostik
Die Diagnose des PPS ist äußerst schwierig. Spezifische Testverfahren, die das Vorliegen eines PPS beweisen oder ausschließen, gibt es nicht. Dazu kommt, dass es manchmal schwierig ist, eine früher durchgemachte Kinderlähmung eindeutig zu sichern. Das PPS ist also eine klinische Diagnose und in erster Linie eine Ausschlussdiagnose. Das heißt, es erfordert die Notwendigkeit, andere internistische, neurologische, orthopädische und psychiatrische Erkrankungen auszuschließen, die ebenfalls die Symptome erklären könnten.
Wenn man die Diagnose PPS stellen will, sind einige Überlegungen zu berücksichtigen. Erstens sind Symptome wie Schmerzen und Müdigkeit ziemlich allgemein und unspezifisch. Alle möglichen Ursachen auszuschließen, ist deshalb wenig praktikabel und kann mit hohen Kosten verbunden sein. Zweitens können allgemein-medizinische, orthopädische oder neurologische Erkrankungen vorliegen, die sehr ähnliche Symptome verursachen. Auch für den erfahrenen Kliniker kann so die Entscheidung, welche Symptome durch PPS und welche durch andere Störungen verursacht werden, zu einer Herausforderung werden. Grundlage der Diagnose ist in jedem Fall die Schilderung der Beschwerden und eine genaue körperliche Untersuchung durch den Arzt.
Nach Dalakas sollten zur Diagnose des Postpolio-Syndroms folgende Einschlusskriterien vorliegen:
- eine Anamnese (Vorgeschichte) einer akuten paralytischen Poliomyelitis in der Kindheit oder Jugend
- eine partielle (teilweise) Erholung der Paresen (Lähmungen) mit einer Periode neurologisch-funktioneller Stabilität für wenigstens 15 Jahre
- residuelle (zurückgebliebene), asymmetrische Muskelatrophien (Muskelschwund) und/oder Muskelschwächen, Areflexie (Nerven-Reflex-Verlust) und normale Sensibilität (zumindest in einem Glied)
- Entwicklung neuer neuromuskulärer Symptome wie Ermüdbarkeit und Muskelschwäche sowie Muskel- und Gelenkschmerzen
- Ausschluss anderer Ursachen, die diese Symptome erklären könnten wie z. B. Radikulopathien, Neuropathien und Arthrosen sowie
- eine normale Sphinkterfunktion (Schließmuskelfunktion).

## Differentialdiagnose
Differentialdiagnostisch (Diagnose in Abgrenzung von anderen Erkrankungen) müssen auch Radikulopathien (Nervenwurzelerkrankungen), Arthrosen (Gelenkdegenerationen), Neuropathien (andere Nervenerkrankungen, wie das Karpaltunnelsyndrom), ulnare (am Unterarm gelegene) Neuropathien sowie andere Neuropathien, die durch den langjährigen Gebrauch von Gehhilfen oder Rollstuhl und schlechter Körperhaltung entstehen, als Ursachen der erneuten Paresen (Lähmungen) ausgeschlossen werden.
In diesem Rahmen werden auch eine Reihe von Zusatzuntersuchungen durchgeführt. Hierzu zählen je nach Symptomatik: Elektromyographie, Elektroneurographie, Röntgen- und/oder Computertomographie (CT) und/oder Magnetresonanztomographie (MRT) sowie gegebenenfalls Liquoruntersuchungen (Untersuchungen des Nervenwassers). Auch elektroneurographische Untersuchungen (NLG, Nervenleitgeschwindigkeitsmessung) können wichtige Hinweise ergeben. Finden sich hier beispielsweise deutliche Hinweise auf eine Schädigung von sensiblen, für das Fühlen zuständige Nervenfasern, die also Gefühlsinformationen von Haut und Gelenken in Richtung Rückenmark leiten, so ist eine andere Erkrankung als ein PPS anzunehmen und diesbezüglich die Diagnostik zu erweitern, um gezielt behandeln zu können. Durch CT oder MRT können Schwächen, beispielsweise bedingt durch Raumforderungen im Bereich der Lendenwirbelsäule mit Druck auf Nervenwurzeln ausgeschlossen werden.
Eine durch ein PPS hervorgerufene Atemstörung kann im Schlaflabor geklärt werden. Aber auch andere internistische Erkrankungen, wie Schilddrüsenfunktionsstörungen, Anämien oder eine Herzinsuffizienz sind auszuschließen. Auch an depressive Störungen mit resultierender Schwäche muss gedacht werden, Patienten mit einem Zustand nach Poliomyelitis können natürlich genauso wie Gesunde an einer Depression erkranken. Die Häufigkeit des Auftretens unterscheidet sich zwischen beiden Gruppen aber nicht.

## Therapiegrundsätze
Eine kausale (ursächliche) Therapie ist bis heute nicht bekannt.
Eine spezifische, insbesondere medikamentöse Therapie gibt es nicht.
In erster Linie sollten betroffene Patienten vermeiden, gelähmte oder geschwächte Muskeln weiter übermäßig zu beanspruchen. Dies bedeutet:
- regelmäßige Pausen einlegen und Erschöpfung vermeiden
- belastende Tätigkeiten und Aktivitäten aufgeben oder umstellen
- zumindest zeitweise Orthesen (Geh-Schiene), Rollstuhl oder orthopädische Hilfsmittel benutzen.
- Physiotherapie. Sie stellt eine tragende Säule im Gesamtbehandlungskonzept dar, u. a. mit: langsam aufbauenden, nicht ermüdenden Muskelübungen, Massagen, Wärmeanwendungen etc.
- eventuell Psychotherapie mit Informations- und Gesprächsangeboten, ebenso wie Unterstützung bei emotionalen und psychosozialen Problemen.
- erlernen der eigenen Belastbarkeitsgrenzen und Strategien zur Vermeidung weiterer Überlastung.

### Cave (Vorsicht)
Post-Polio-Syndrom-Patienten vertragen etliche Medikamente schlecht, wie z. B.
- Narkotika
- Muskelrelaxantien
- Psychopharmaka
- Betablocker
- nichtsteroidale Antirheumatika
- einige Antibiotika (Aminoglykoside, Tetracycline, Gyrasehemmer u. a.)
- Fibrate
- Statine
- Antiallergika
- Novalgin
- Kortison

Dies bedeutet nicht, dass man diese Medikamente etwa nicht geben darf, sondern dass man sich beim Einsatz dieser Medikamente sehr gut überlegen sollte, ob er wirklich unabdingbar notwendig ist und nicht durch andere, besser verträgliche, ersetzt werden kann. Dann sollte man auf jeden Fall diese Medikamente sehr viel vorsichtiger und eventuell niedriger dosieren als sonst üblich.

### Die Zweierregel bei Post-Polio-Syndrom
- Üblicherweise sollte die Medikamentendosis zunächst durch zwei geteilt werden.
- Postoperative Beatmung muss zweimal so lange durchgeführt werden.
- Die Erholungszeit muss zweimal so lang berechnet werden.
- Die Schmerzbekämpfung wird zweimal so lange benötigt.
- Die Erholungszeit bis zur möglichen Entlassung aus der Klinik muss zweimal so lang veranschlagt werden.
- Auch die Erholungszeit zu Hause und die Zeit bis zur Wiederaufnahme der Arbeit sowie die Zeit, bis man sich wieder „normal“ fühlt, sind zweimal so lang.

## Prophylaxe
Körperlich überanstrengende Tätigkeiten vermeiden. Tagesablauf mit genügend Ruhephasen planen. Physiotherapie nicht auf Muskelaufbau (maximales Leistungstraining), sondern auf eine schonende Muskelerhaltung ausrichten.